# جوهی چاتورودی
جوهی چاتورودی (زاده ۱۹۷۵) فیلمنامه‌نویس هندی است که در فیلم‌های هندی کار می‌کند. چاتورودی که یک حرفه ای تبلیغاتی مستقر در بمبئی است، فیلمنامه‌هایی برای فیلم‌های بالیوود ویکی اهداکننده (۲۰۱۲)، پیکو (۲۰۱۵)، اکتبر (۲۰۱۸) و گلابو سیتابو (۲۰۲۰) نوشته‌است.
او برنده جایزه Filmfare 2013 برای بهترین داستان برای ویکی اهداکننده (۲۰۱۲)، جایزه ملی فیلم برای بهترین فیلمنامه اورجینال و بهترین دیالوگ و جایزه Filmfare 2016 برای بهترین فیلمنامه برای پیکو (۲۰۱۵) شد.